# Färingsö
Färingsö (szw. Färingsö lub Svartsjölandet) – wyspa położona na jeziorze Melar, należąca do Szwecji. Zajmuje 11. lokatę pod względem powierzchni wśród szwedzkich wysp.

## Geografia
Wyspa (pow. 82,02 km²; dł. linii brzegowej 93 km) jest w większości nizinna. Największą miejscowością jest Stenhamra, licząca 3336 mieszkańców (XII 2010).